# Бородастик великий
Бородастик великий (Psilopogon virens) — вид дятлоподібних птахів родини бородастикових (Megalaimidae).

## Поширення
Вид поширений на нижчих і середніх висотах Гімалаїв (північ Індії, Непал і Бутан), в М'янмі, Таїланді, на півночі Лаосу і В'єтнаму, в Південному Китаї. Мешкає у тропічних вологих лісах.

## Опис
Найбільший представник родини, сягає 32-35 см завдовжки, вагою 192—295 г. Основне забарвлення зелене. Плечі та груди темно-коричневі. Голова синя. Великий міцний дзьоб жовтого кольору.

## Спосіб життя
Птах трапляється парами або невеликими сімейними групами. Вночі відпочиває у дуплі, яке сам видовбує у дереві. Під час гніздування це дупло він використовує для облаштування гнізда. Харчується ягодами, фруктами та членистоногими. Гніздовий сезон триває з квітня по липень. У кладці 4-6 яєць. Насиджують обидва батьки. Інкубація триває два тижні. Пташенят годують двоє батьків.